# Faucheria faucheri
Faucheria faucheri är en kräftdjursart som först beskrevs av Dollfus och Viré 1900.  Faucheria faucheri ingår i släktet Faucheria och familjen Cirolanidae. Inga underarter finns listade i Catalogue of Life.